# Karl-Wilhelm Hahnemann
Karl-Wilhelm Hahnemann (* 4. September 1934 in Stedten; † 2001) war ein deutscher Gebrauchsgrafiker.

## Leben und Werk
Hahnemann absolvierte von 1949 bis 1952 eine Lehre als Lithograf und studierte von 1953 bis 1959 an der Hochschule für Grafik und Buchkunst Leipzig. Danach arbeitete er als freischaffender Gebrauchsgrafiker in Leipzig und Markkleeberg. Er war bis 1990 Mitglied des Verbands Bildender Künstler der DDR.
Seine wichtigsten Auftraggeber waren in der DDR das Staatliche Getränkekontor und volkseigene Betriebe (VEB) der Getränkeindustrie, so die Sektkellereien Weimar und Schwerin, die Rotkäppchen-Sektkellerei in Freyburg/Unstrut, Spirituosen-Produzenten wie die Altenburger Likörfabrik, Likörfabrik Zahna, Nordbrand Nordhausen und Weinbrand Wilthen. Für diese entwarf er insbesondere die Flaschenausstattung. Für die VEB Berliner Zigarettenfabrik und Vereinigte Zigarettenfabriken Dresden entwarf er Verpackungen, u. a. für die beliebten Zigarettensorten Club und Cabinett. Für private Auftraggeber schuf er u. a. Exlibris. Daneben betätigte er sich auch als freier Maler und Grafiker.
1979 erhielt Hahnemann den Kunstpreis der Stadt Leipzig.

## Malerei (Auswahl)
- Übersetzerin (Aquarell)[2]

## Teilnahme an zentralen und wichtigen regionalen Ausstellungen in der DDR
- 1961 bis 1985: Leipzig, fünf Bezirkskunstausstellungen
- 1967/1968 und 1977 bis 1988: Dresden, VI. und VIII. bis X. Kunstausstellung der DDR